# 킴 커트랠
킴 빅토리아 커트랠(영어: Kim Victoria Cattrall, 1956년 8월 21일 ~ )은 캐나다의 배우이다.

## 참여 작품

### 영화
- 15분
- 유령 작가 - 아멜리아 블라이 역
- 스타트렉6
- 폴리스 아카데미
- 마네킨
- 언밸런스커플

### 드라마
- 검찰 측의 증인 (BBC One)